# Liparetrus angulatus
Liparetrus angulatus är en skalbaggsart som beskrevs av Macleay 1886. Liparetrus angulatus ingår i släktet Liparetrus och familjen Melolonthidae. Inga underarter finns listade i Catalogue of Life.